# WASP-37b

## WASP-37b
WASP-37b es un exoplaneta de tipo "Júpiter caliente" ubicado a 1,281 años luz de la tierra, que orbita alrededor de la estrella WASP-37, estrella enana de tipo espectral G2. Fue descubierto por Edward Simpson (2010), utilizando el proyecto SuperWASP (Wide Angle Search for Planets) y publicado en la revista The Astronomical Journal.
Ubicado en la constelación de Virgo, tiene una masa de 1.86 la de Júpiter y un radio inflado. El periodo orbital es de 3.577469 días, en relación a un semieje mayor a un radio estelar de 9.017. Un estudio realizado en el año 2022 "Homogeneous transit timing analyses of 10 exoplanet systems" y publicado Monthly Notices of the Royal Astronomical Society, liderado por Ö. Baştürk y un grupos de astrónomos, analizaron la curvatura de luz de tránsito, de las cuales solo 12 observaciones cumplieron los criterios de validación en el análisis de TTV (variación de tiempo de tránsito). El estudio no encontró evidencia de anomalías o cambios en los periodo orbitales y no se detectó algún decaimiento orbital. Estos resultados sugieren que las interacciones de marea con su estrella anfitriona son débiles
Observaciones obtenidas por telescopios profesionales como STELLA (STELLar Activity) y registros de ETD (Exoplanet Transit Database) entre el año 2011 y 2018 la incertidumbre en la predicción de tránsitos se redujo de 13 minutos a ±6 minutos el valor registrado en su descubrimiento. Posibilitando el estudio atmosférico mediante espectroscopia.